# Glossogobius flavipinnis
Glossogobius flavipinnis és una espècie de peix de la família dels gòbids i de l'ordre dels perciformes.

## Morfologia
Els mascles poden assolir els 80 cm de longitud total.

## Distribució geogràfica
Es troba al llac Towuti (Sulawesi, Indonèsia).

## Vida en captivitat
No és considerada una espècie adequada per a un aquari convencional a causa de la seua grandària i, per tant, el seu manteniment és força dificultós llevat que hom disposi d'una instal·lació de grans dimensions (tot i que els exemplars importats presenten una mida petita, aviat arribaran al voltant dels 80 cm de llargària). Quant a l'alimentació, es tracta d'un depredador, per la qual cosa difícilment acceptarà aliments que no siguin, com a mínim, congelats.